# QuetzSat 1
El QuetzSat 1 es un satélite de comunicaciones de alta potencia propiedad de la empresa mexicana QuetzSat (conformada por Grupo MedCom y SES S.A.) y fabricado por la estadounidense Space Systems/Loral. Proporcionará cobertura en México, América Central y Estados Unidos. 
QuetzSat 1, que forma parte de la flota de satélites de SES S.A., se ubica en la posición 77° Oeste, lugar que el gobierno mexicano ha concedido los derechos de frecuencia de DTH a la empresa QuetzSat. El costo total del satélite fue de $250 millones de dólares, incluido el lanzamiento y el seguro.

## Objetivo
Será utilizado en parte por  Dish México, una empresa joint-venture conformada por la mexicana MVS Comunicaciones y EchoStar para servicios de televisión por satélite en México. Está diseñado para proporcionar el servicio por 15 años o más. Es un satélite tipo LS-1300, que ofrece flexibilidad para una amplia gama de aplicaciones.

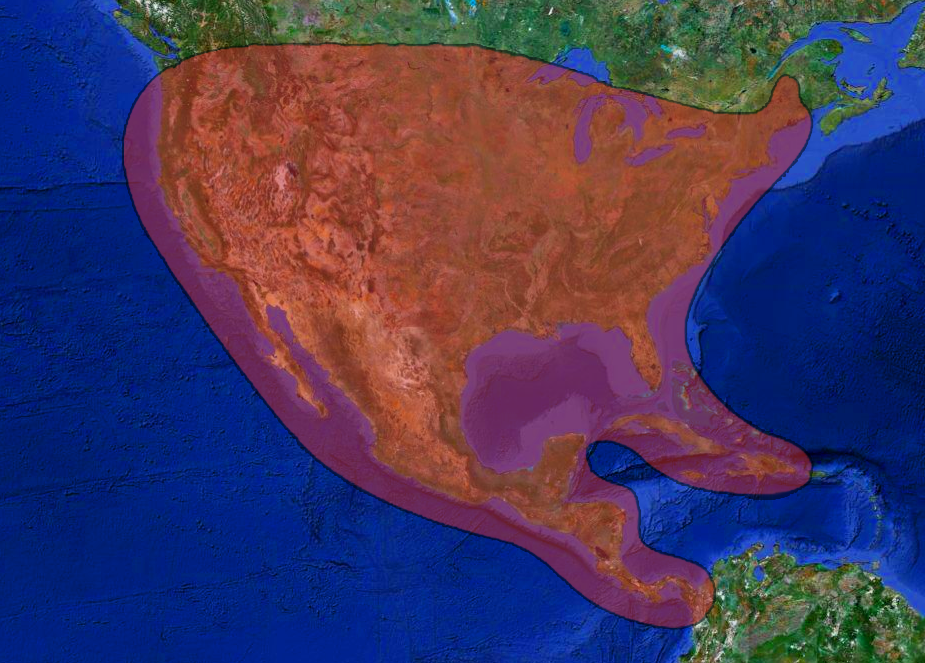
Cobertura del QuetzSat 1

## Lanzamiento
El 29 de septiembre de 2011 a las 18:32 GMT, el satélite QuetzSat 1 fue lanzado por la International Launch Services desde el cosmódromo de Baikonur y puesto en la órbita geoestacionaria prevista y está a disposición de la operadora satelital mexicana QuetzSat. El vehículo encargado de ponerlo en órbita fue el Proton-M.

## Especificaciones
- Operador: QuetzSat
- Fabricante: Space Systems/Loral
- Posición orbital: 77° Oeste[7]
- Carga útil: 32 transpondedores de banda Ku
- Modelo de satélite: LS-1300S (expanded)
- Peso: 5514 kg (12131 lb)
- Propulsión: Motor Aerojet R-4D, 4 propulsores de plasma SPT-100
- Estabilización: 3 ejes
- Tiempo de vida: 15 años
- Otros nombres: 37826